# Papa Pius I
Pius I (n. secolul I d.Hr., Aquileia, Italia – d. anii 150 d.Hr., Roma, Imperiul Roman) a fost un papă al Romei între 140 - 155, cu aproximație . 

## Origine
În sursele antice sunt menționate date aproximativ diferite ale pontificatului, dar este acceptat că succesorul său a fost Papa Anicet.
Liber Pontificalis menționează că Papa Pius I era italian, originar din Aquileia, fiul lui Rufus (Rufin; identificat de unii cu fiul lui Simon din Cirene, cel care a dus crucea Mântuitorului). Cert este că Papa Pius I a devenit episcop al Romei în timpul împăratului roman Antoninus.
Canonul Muratorian, din a doua jumătate a secolului al II-lea, de origine romană, afirmă că Pius era fratele lui Hermas, un fost sclav eliberat, autorul binecunoscutei opere Păstorul, a cărei temă principală este îndemnul la pocăință.
În această operă se face aluzie la disputele și discordii apărute între capii bisericii pe tema orânduirii ierarhice și acest lucru face să se gândească la faptul că la Roma episcopatul monarhic era deja o realitate.

## Viața
Nu există nici o informație directă asupra activității lui Pius I. 
Conform Liber Pontificalis, Papa Pius I ar fi dispus ca evreii convertiți la creștinism să fie acceptați și botezați. În mod tradițional, se afirmă că Papa Pius I ar fi construit Biserica Santa Pudenziana, care este una din cele mai vechi biserici de la Roma.  
În decursul pontificatului Papei Pius I au apărut curentele eretice ale gnosticismului și marcionismului. Gnosticul Valentin, care își începuse activitatea pe timpul lui Papa Hygin, continua să facă prozeliți împreună cu Cerdon. 
În același timp sosește la Roma Marcion din Sinope care, influențat de gnosticul Cerdon - predicator eretic sirian care susținea existența a doi dumnezei egali,  creează un curentul eretic separat - Marcionismul. În decursul sinodului din cca. 144, Marcion a fost excomunicat.
Papa Pius I a stabilit, de asemenea, diferența și altă dată pentru Paștele Creștin față de Paștele ebraic.